# Queiroás
Queiroás (llamada oficialmente San Breixo de Queiroás) es una parroquia española del municipio de Allariz, en la provincia de Orense, Galicia.

## Toponimia
La parroquia también es conocida por el nombre de San Verísimo de Queiroás.

## Organización territorial
La parroquia está formada por seis entidades de población:
- Cardanachama
- Gundiás
- Queiroás da Igrexa (Queiroás de Igrexa)
- Queiroás Grande
- Queiroás Pequeno
- Requeixo de Queiroás

## Demografía
| Gráfica de evolución demográfica de Queiroás entre 2000 y 2021 |
|                                                                |
| Datos según el nomenclátor publicado por el INE.               |